# یشیل‌تپه (چلیخان)
یشیل‌تپه (به ترکی استانبولی: Yeşiltepe) یک منطقهٔ مسکونی در ترکیه است که در چلیخان واقع شده‌است.